# Pycnarmon alboflavalis
Pycnarmon alboflavalis là một loài bướm đêm trong họ Crambidae.